# Jackie Lewis
Jack Rex Lewis, detto Jackie (Stroud, 1º novembre 1936), è un ex pilota automobilistico inglese.

## Carriera

### Gli inizi
Lewis, figlio di un gestore di un concessionario di moto, cominciò a correre a 22 anni, prendendo parte al campionato nazionale di Formula 3. Nel 1959 passò dunque alla Formula 2 e nel 1960 ottenne diverse vittorie.

### Formula 1
Incoraggiato dai risultati il pilota decise di tentare il passaggio in Formula 1 per il 1961. Guidando una Cooper colse un quarto posto al Gran Premio d'Italia, penultima gara stagionale, ed attirò le attenzioni di vari team. Per il 1962 la BRM decise quindi di fornirgli una vettura, ma mancò la qualificazione a Monaco. Decise dunque di tornare a correre con le Cooper, ma a fine stagione decise di ritirarsi dall'automobilismo per dedicarsi alla conduzione della sua fattoria in Galles.

#### Risultati completi
| 1961 | Scuderia   | Vettura    |  |  |   |     |     |   |   |  |  |  |  | Punti | Pos. |
| ---- | ---------- | ---------- |  |  | - | --- | --- | - | - |  |  |  |  | ----- | ---- |
| 1961 | H&L Motors | Cooper T53 |  |  | 9 | Rit | Rit | 9 | 4 |  |  |  |  | 3     | 13º  |

| 1962 | Scuderia        | Vettura            |   |    |  |     |    |     |  |  |  |  |  | Punti | Pos. |
| ---- | --------------- | ------------------ | - | -- |  | --- | -- | --- |  |  |  |  |  | ----- | ---- |
| 1962 | Ecurie Galloise | Cooper T53-BRM P48 | 8 | NQ |  | Rit | 10 | Rit |  |  |  |  |  | 0     |      |

| Legenda | 1º posto     | 2º posto | 3º posto    | A punti         | Senza punti/Non class.  | Grassetto – Pole position Corsivo – Giro più veloce |
| Legenda | Squalificato | Ritirato | Non partito | Non qualificato | Solo prove/Terzo pilota | Grassetto – Pole position Corsivo – Giro più veloce |